# Rainieria soccata
Rainieria soccata är en tvåvingeart som beskrevs av Günther Enderlein 1922. Rainieria soccata ingår i släktet Rainieria och familjen skridflugor. Inga underarter finns listade i Catalogue of Life.